# Jacob Willemsz. de Wet starszy

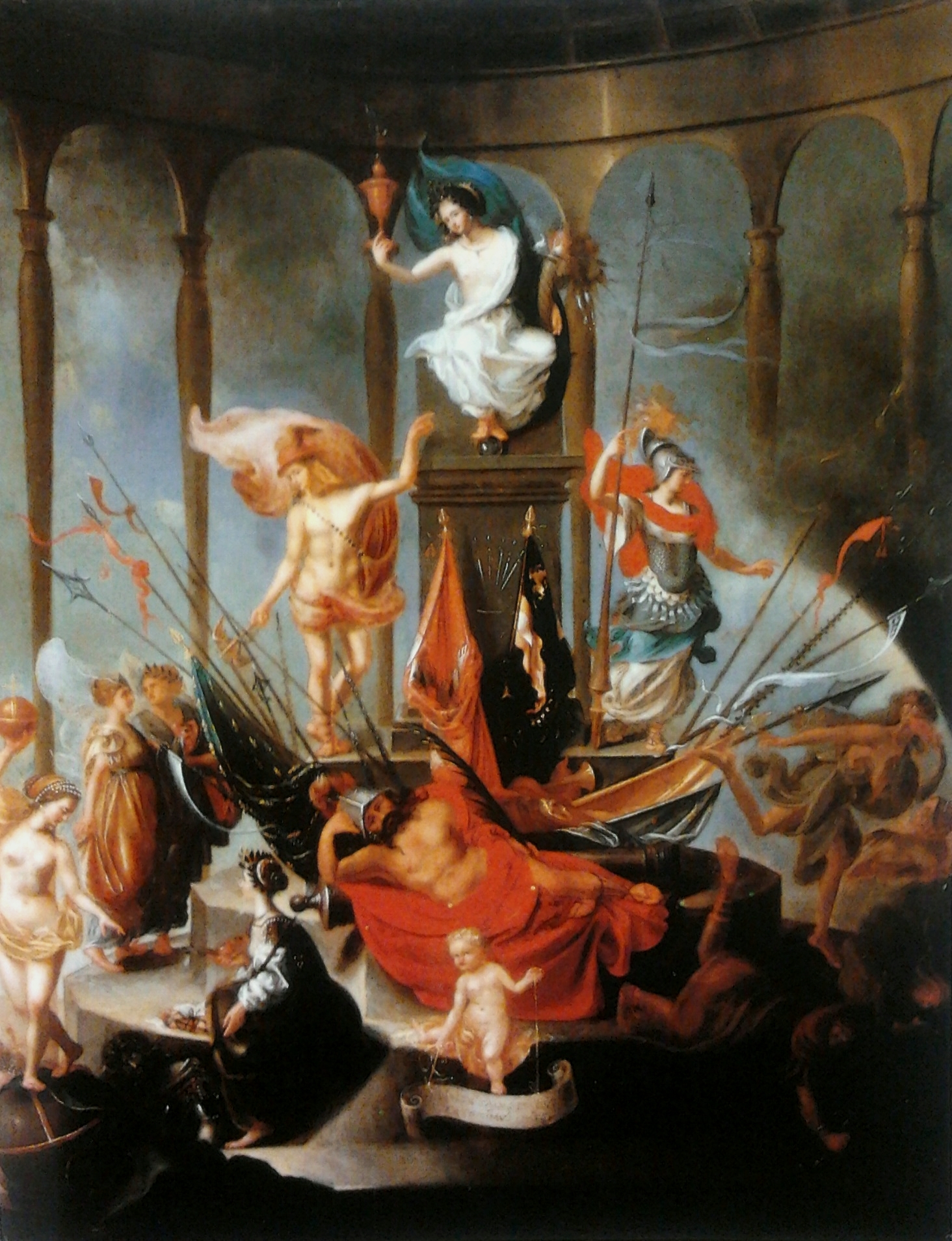
Jacob de Wet, Alegoria pokoju

Jacob Willemsz. de Wet (ur. ok. 1610 w Haarlemie, zm. w sierpniu 1675 tamże) – holenderski malarz i rysownik okresu baroku.

## Działalność artystyczna
W latach trzydziestych mógł być uczniem Rembrandta. Jako samodzielny malarz czynny był od 1633 roku; w źródłach Haarlemu czeto wymieniany w latach 1638-1668. Malował obrazy o tematyce biblijnej i mitologicznej oraz pejzaże nawiązujące do stylu Jana Pynasa i Pietera Lastmana.
Jego uczniami byli m.in. Paulus Potter, Job Adriaenszoon Berckheyde, Jan Veermer van Haarlem oraz jego syn, Jacob Willemsz. de Wet młodszy, który pracował w Edynburgu gdzie wykonał serię obrazów przedstawiających królów Szkocji (Edynburg, Holyroodhouse Royal Collection) i część prac dekoracyjnych w Holyroodhouse.

## Życie rodzinne
Był synem katolickiego komornika Willema Jansz de Weta i Maritge Jacobsdr. 20 maja 16 ożenił się z Marią Jochemsdr z Woubrugge; to małżeństwo było bezdzietne. 12 maja 1639 poślubił Mari Jabosdr. z Diemen, z którą miał pięcioro dzieci a najstarszy Jacob Willemsz. de Wet młodszy był również malarzem.   

## Wybrane dzieła
- Wielkoduszność Scypiona - 109 x 140 cm, Muzeum Narodowe we Wrocławiu;
- Atena odwiedzająca Muzy – Rouen, Musée des Beaux-Arts,
- Dawid przynosi Saulowi głowę Goliata (1646) – Berlin, Gemaeldegalerie,
- Krajobraz rzeczny – Londyn, National Gallery,
- Krajobraz z ucieczką do Egiptu – Kolonia, Wallraf-Richartz-Museum,
- Obrzezanie Jezusa (1635) – Budapeszt, Muzeum Sztuk Pięknych,
- Ofiarowanie w świątyni – Buenos Aires, Museo Nacional de Bellas Artes,
- Paweł i Barnaba w Listrze – Oksford, Ashmolean Museum,
- Pokłon pasterzy (ok. 1650) – Hamburg, Kunsthalle,
- Pożar Troi – Rennes, Musée des Beaux-Arts,
- Przypowieść o robotnikach w winnicy – Budapeszt, Muzeum Sztuk Pięknych,
- Salomon przed pogańskimi bożkami – Lille, Musée des Beaux-ARts,
- Uczynki miłosierdzia – Haarlem, Frans Hals Museum,
- Wskrzeszenie Łazarza (1633) – Darmastadt, Hessische Landesmuseum,
- Wskrzeszenie Łazarza (1634) – Lille, Musée des Beaux-Arts.